# Schefflera elegantissima
Espèce
Schefflera elegantissima (anciennement Dizygotheca elegantissima), ou Faux aralia, est une espèce de plantes à fleurs de la famille des Araliaceae. C'est un arbuste originaire de Nouvelle-Calédonie.

## Description
C'est un petit arbre avec plusieurs tiges sur lesquelles sont implantées des feuilles constituées de groupes d'une dizaine de folioles très allongées, aux bords dentés et de couleur variables, le plus souvent bronze, vert foncé avec parfois des traces de rouge.
C'est l'élégance de ces folioles qui a donné son nom à l'espèce.
Dans son milieu naturel, il atteint plus de 10 mètres de haut.
En culture, il a besoin de beaucoup de lumière et d'humidité. La terre doit sécher entre deux arrosages.
Cette plante se ramifie peu et est sensible à l'apparition de cochenilles.